# أسطول الزجاج
أسطول الزجاج أو أسطورة النسر (باليابانية: ガラスの艦، بالروماجي: Garasu no Kantai) هو مسلسل أنمي ياباني من إنتاج إستديو جونزو وساتلايت بالتعاون مع شركة سوني بيكتشرز انترتينمنت ولقد تم بثها أول مرة في اليابان بين من 4 أبريل 2006 حتى 21 سبتمبر، 2006.
أنها تغطي ما مجموعه 26 حلقة، بديل الحلقة (17) أيضا إطلاق سراحهم. هذه السلسلة كما بث في وقت لاحق من قبل شبكة تلفزيون animé Animax عبر الشبكات التي تصدر باللغة الإنجليزية في جنوب شرق آسيا وجنوب آسيا، فضلا عن غيرها من الشبكات في جميع أنحاء العالم.
المسلسل من إخراج مينورو أوهارا والتي كتبها شوجي يونيمورا، ملامح من التصاميم ذات الطابع الأصلي OKAMA. التصاميم الميكانيكية للتقدم سلسلة شوجي كاواموري وكازوتاكا ماياتاكي.
وقد دبلج إلى العربية من قبل مركز الزهرة بعنوان أسطورة النسر، وقد شارك في آداء الأصوات كل من: ملك مرقدة، سامر رضوان، إياس أبو غزالة، هشام كفارنة، رأفت بازو، آمنة عمر، إيفلين الحسن، خلدون قاروط، رائد مشرف وآخرون. الترجمة لجالا مارديني والإشراف الفني كان ليحي الكفري.

## الشخصيات
- كليو / مارك
- ميشيل / آرثر
- فيتي / كاربن

## القصة
في المستقبل وفي مجرة أخرى قتال بين جيش الأحرار بقيادة مارك فوليبان وكاربن أحد النبلاء وعند قتال مارك لكاربن تعطلت سفينة مارك وكان سيسلم نفسه. عندها ظهر آرثر (شبيه الريح) لمساعدته ولكن لم ينوي مساعدته بل الاستيلاء على محتويات سفينته لأن تصرفاته مثل القراصنة. تشهد القصة لاحقاً تغيرات كثيرة في الأحداث فيتضح أن مارك هي في الأصل فتاة اسمها تالين، وهي بنت وحيدة ماتت أمها في صغرها فكان أخوها يسليها بالقتال بالسيف فتعلمت منه أصول المبارزة، ولكن أخيها قَتل بيد كاربن، وأصيب أبوها ثم مات بعد أن أعطاها سيف أخيها، ثم تعهدت بالانتقام لهما. وبعد أن قابلت آرثر تأثر بها ووقع في حبها وساعدها. يصبح آرثر طيبًا ويترك كل أعماله السيئة ويتضح أيضًا أن آرثر وكاربن أخوان ولكن كاربن مع الأسف هو الرأس القوي وآرثر الرأس الطيب وكل منهما يمتلك في جسده مادة تسمى السالازن؛ كاربن في عقله وآرثر في قلبه. يتعاون آرثر مع تالين في الوقوف في وجه الطاغية كاربن وفي إنقاذ المجرة وتبدأ هذه الحرب الطاحنة. تالين هي أميرة إحدى المقاطعات، توفيت أمها بعد أشهر من ولادتها ثم مات والدها وأخوها في الحرب ضد كاربن، فقررت العيش كذكر منتحلة شخصية أخيها. رغم ذلك ما زالت رقيقة وفاتنة وما زالت عيناها الزرقاوتان ساحرتين تمتازان بطيبة وحنان لا مثيل لهما. أعجب بها آرثر لأنه لم يتوقع فتاة بهذه الشخصية القوية فهو يرى فيها الفتاة المثالية فبقي إلى جانبها لأنه لا يريد أن يخسرها، فهو يعدها شخصاً عزيزاً على قلبه وهي الوحيدة التي استطاعت تغيير طبيعته السيئة بقلبها النقي. في النهاية ذهب آرثر إلى البعد الموازي وانطلق كاربن إلى مجرة درب التبانة برفقة الشعب.

## الممثلون
| الشخصية                 | صوت الدبلجة العربية  | الشارة     |
| ----------------------- | -------------------- | ---------- |
| مارك                    | ملك مرقدة            | كلمات      |
| كاربن                   | سامر رضوان           | سامر رضوان |
| آرثر                    | إياس أبو غزالة       | غناء       |
| سالي/بيبي/غالدي         | آمنة عمر             | رشا رزق    |
| آن/دُولي                 | إيفلين حسن           | سامر رضوان |
| جون                     | علي القاسم           |            |
| جيرالد/بوك              | هشام كفارنة          |            |
| ساني/مارك/لويس          | رأفت بازو            |            |
| ثيو                     | مأمون الرفاعي        |            |
| إيكاردو/روبن            | يحيى الكفري          |            |
| كورفيلي/تشاك/كاز/هيكتور | رائد مشرف            |            |
| إلفيا                   | فدوى سليمان          |            |
| باسيلي/غودا             | سمر كوكش شهيناز سليم |            |
| كونراد/ماكونيز          | نضال حمادي           |            |
| بومباي/غورنا            | خلدون القاروط        |            |
| إيميلي                  | هبه شالاتي           |            |

## وصلات خارجية
أسطول الزجاج على موقع IMDb (الإنجليزية)
- أسطول الزجاج على موقع ميتاكريتيك (الإنجليزية)
- أسطول الزجاج على موقع ليتربوكسد (الإنجليزية)
- أسطول الزجاج على موقع كينوبويسك (الروسية)
- أسطول الزجاج على موقع قاعدة بيانات الفيلم (الإنجليزية)
- أسطول الزجاج على موقع ANN anime (الإنجليزية)